# VW EA288 evo
Der VW EA288 evo (EA = Entwicklungsauftrag) ist eine Dieselmotoren-Baureihe der Volkswagen AG mit vier Zylindern. Vorgestellt wurde der EA288 evo auf dem 39. Internationalen Wiener Motorensymposium 2018 in Wien. Die Motorengeneration wird seit 2020 in verschiedenen Fahrzeugen des Volkswagenkonzerns verwendet. Den Motor wird es in einer Mild-Hybrid-Version mit einem Riemenstarter geben.

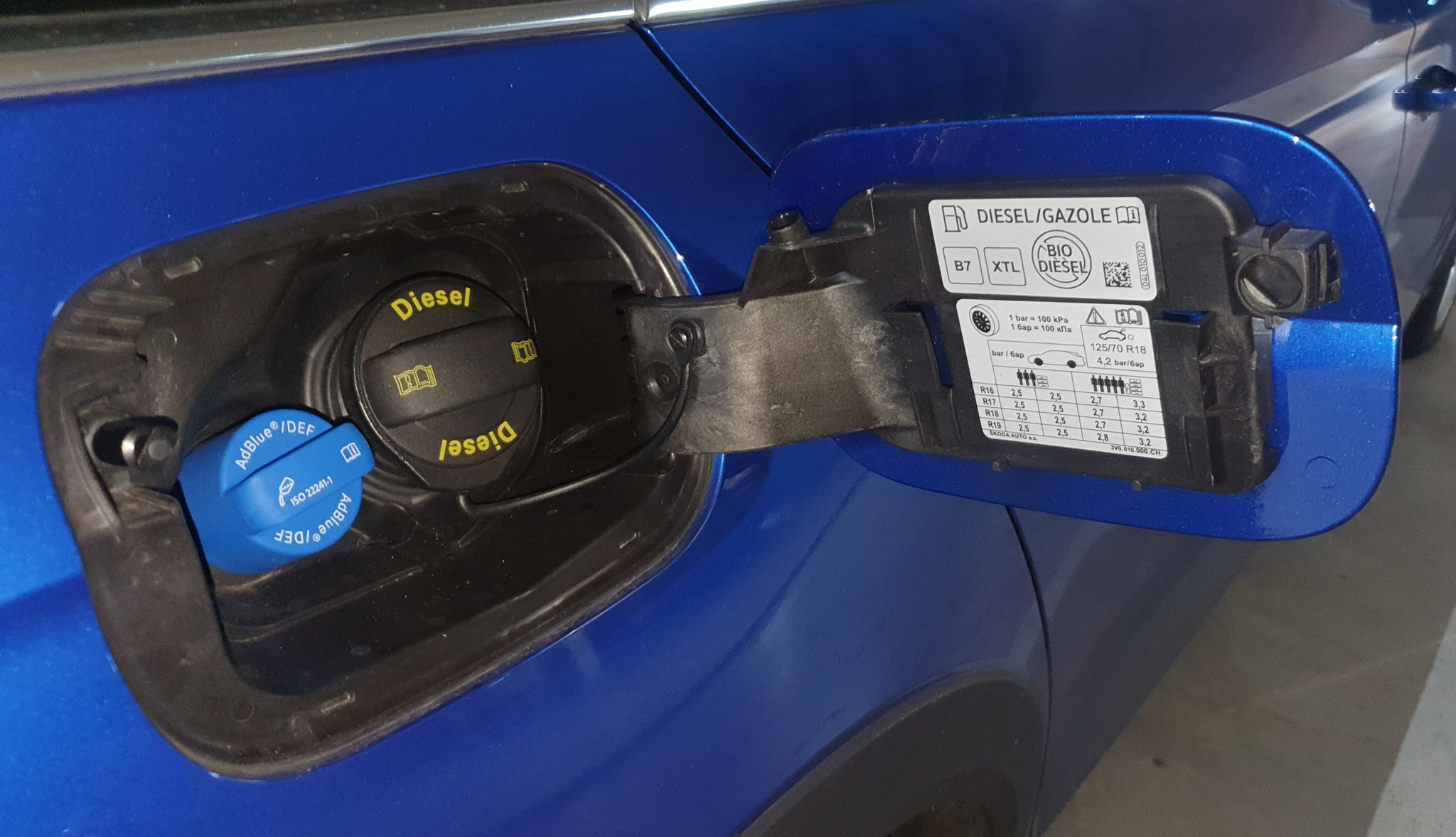
Tankklappe mit XTL-Symbol als Freigabe für die Verwendung von Kraftstoff nach EN 15940

Ab Ende Juni 2021 ausgelieferte Motoren dieser Baureihe sind für die Nutzung regenerativer Kraftstoffe gemäß EN 15940, wie z. B. Hydriertes  Pflanzenöl (HVO100), freigegeben. Die Freigabe ist dabei in Form des "XTL"-Schriftzugs in der Tankklappe sichtbar.